# San Diego Loyal Soccer Club
O  San Diego Loyal Soccer Club é uma equipe americana de futebol profissional com sede em San Diego, Califórnia .  A equipe foi fundada por Warren Smith e Landon Donovan .  O San Diego Loyal fará sua estreia em 2020 como uma equipe de expansão no USL Championship .

## História
Fundada em 2019, a equipe planeja fazer sua estreia no USL Championship em março de 2020.  Warren Smith, um dos co-fundadores do Sacramento Republic FC, foi nomeado presidente do novo clube.   A antiga lenda da USMNT, LA Galaxy e San Jose Earthquakes, Landon Donovan, foi nomeado vice-presidente executivo de operações de futebol.   Em 14 de novembro de 2019, Donovan foi nomeado o primeiro gerente do clube.  O nome e o escudo da equipe foram desenvolvidos através do envolvimento dos fãs e para refletir os interesses da cidade.  

## Estádio
A equipe assinou uma carta de compromisso de três anos para jogar no Torero Stadium .  Além disso, o compromisso inicial de três anos vem com uma série de opções de um ano para os quatro anos seguintes.  A equipe se concentrará inicialmente na construção de uma base de fãs e marca no Torero, observando que o estádio poderia ser expandido para uma capacidade de 8.000.  Além disso, a equipe observou a possibilidade de compartilhar o possível estádio da San Diego State University West, com uma capacidade de 35.000, como um local potencial para os próximos anos, se eles puderem cultivar o apoio dos fãs.

## Estatísticas

### Participações
|  | Participações em 2020 |

| Competição     | Competição               | Temporadas | Melhor campanha  | Estreia | Última | P | R |
| Estados Unidos | Lamar Hunt U.S. Open Cup | 1          | Estreante (2020) | 2020    | 2020   |   | – |